# Mount Giddings (Antarktika)
Mount Giddings ist ein 852 m hoher Berg im ostantarktischen Enderbyland. Er ragt 10 km südöstlich des Debenham Peak in den Scott Mountains auf.
Luftaufnahmen der Australian National Antarctic Research Expeditions aus dem Jahr 1956 dienten seiner Kartierung. Das Antarctic Names Committee of Australia (ANCA) benannte ihn nach John Edward Giddings (* 1932), Koch auf der Mawson-Station im Jahr 1961.